# S10 (Polen)
De S10 is een snelweg in Polen. De S10 zal een verbinding vormen tussen Szczecin en Warschau. De S10 loopt van de A6 langs Bydgoszcz en Toruń tot aan de S50 bij Płock, ten westen van Warschau. De totale geplande lengte is 460 kilometer; 56 kilometer werden al aangelegd rond Szczecin, Bydgoszcz en Toruń.
A1 · A2 · A4 · A6 · A8 · A18 · A50
S1 · S2 · S3 · S5 · S6 · S7 · S8 · S10 · S11 · S12 · S14 · S16 · S17 · S19 · S22 · S50 · S51 · S52 · S61 · S74 · S79 · S86